# サンティアゴ・オメンチェンコ
- サンティアゴ・ホメンチェンコ

サンティアゴ・ダミアン・オメンチェンコ・ビアンキ（Santiago Damián Homenchenko Bianchi, 2003年8月30日 - ）は、ウルグアイ・ソリアノ県メルセデス出身のサッカー選手。セグンダ・ディビシオン・CDミランデス所属。ポジションはMF。

## クラブ経歴

### 母国時代
2013年にCAペニャロールのユースチームに入団。その後ダヌービオFCを経て2021年にクラブ・プラサ・デ・デポルテス・コロニアでプロ契約を果たし、2022年にCAペニャロールに再入団。9月19日のCSセリート戦でプロデビュー。翌2023年シーズンより出場機会が増え、同年シーズンは24試合で起用された。

### レアル・オビエド
2024年1月27日、レアル・オビエドに同年6月までのローン移籍で加入した事が発表。

### CDミランデス
2024年8月14日、CDミランデスへの1年間のローン移籍が発表された。

## 代表経歴
2023年にアルゼンチンで開催された2023 FIFA U-20ワールドカップに、U-20のウルグアイ代表で出場し、優勝を経験した。

## 人物
- 父はウクライナ人で、母はイタリア系移民。